# Academia de Belas Artes de Brera
A Academia de Belas Artes de Brera (em italiano:  Accademia di Belle Arti di Brera), também conhecida como Academia de Brera (Accademia di Brera), é uma academia de belas artes pública terciária administrada pelo estado em Milão, Itália. Ela compartilha sua história e seu edifício principal com a Pinacoteca di Brera, o principal museu público de arte de Milão.

## História
A academia foi fundada em 1776 por Maria Teresa da Áustria com o objetivo de "subtrair o ensino das artes plásticas dos artesãos e artistas privados, para o sujeitar à vigilância e ao julgamento público". No típico estilo iluminista, o projeto da imperatriz previa a criação de um centro cultural gravitando em torno do Palazzo di Brera do século XVII (que se tornou propriedade pública em 1773) incluindo, além da Academia, instalações com outras instituições culturais e científicas — o Instituto Lombardo Accademia di Scienze e Lettere, o Observatório Astronômico de Brera, o Jardim Botânico de Brera, a Scuole Palatine para filosofia e direito, o Gymnasium, laboratórios de física e química, a Biblioteca Nazionale Braidense, a sociedade agrícola e, a partir de 1806, a Pinacoteca di Brera ou galeria de arte. Estes foram alojados no Palazzo di Brera, que foi construído por volta de 1615 com projetos de Francesco Maria Richini, e até a supressão dos jesuítas em 1773 havia sido um colégio jesuíta.